# Pietrelcina
Pietrelcina ist eine Gemeinde in Italien in der Region Kampanien in der Provinz Benevento mit 2882 Einwohnern (Stand 31. Dezember 2023).

## Geographie

Lage von Pietrelcina

Die Gemeinde grenzt im Südwesten an die Provinzhauptstadt Benevento und liegt westlich des Flusses Tammaro. Die Ortsteile sind Piana Romana und Stazione.
Die Nachbargemeinden sind Benevento, Paduli, Pago Veiano und Pesco Sannita.

## Wirtschaft
Die Gemeinde lebt hauptsächlich von der Landwirtschaft.

## Verkehr

### Straße
- Strada statale 212 della Val Fortore

### Bahn
- Bahnstrecke Benevento–Campobasso

### Flug
- Flughafen Neapel

## Städtepartnerschaften
- San Giovanni Rotondo – Italien
- Alatri – Italien
- Wadowice – Polen

## Persönlichkeiten
- Pio von Pietrelcina (1887–1968), katholischer Priester und Kapuziner, der 2002 heiliggesprochen wurde